# Susie Bright
Susie Bright, all'anagrafe Susannah Bright, nota anche con lo pseudonimo di Susie Sexpert (Contea di Arlington, 25 marzo 1958), è una scrittrice e giornalista statunitense, spesso in tema di politica sessuale e sessualità.
È una delle prime scrittrici indicate come femministe sessualmente positive. I suoi scritti fanno parte della Human Sexuality Collection presso la Cornell University Library insieme agli archivi di On Our Backs.

## Biografia
Da adolescente negli anni settanta, Susie Bright fu attiva in varie cause progressiste di sinistra, in particolare nei movimenti femministi e pacifisti. Fu un membro del giornale clandestino delle scuole superiori The Red Tide e citò in giudizio il Consiglio d'istruzione di Los Angeles per il diritto dei minori di distribuire le proprie pubblicazioni senza previa censura o approvazione.
Fu membro degli International Socialists dal 1974 al 1976 e lavorò come organizzatrice del lavoro e della comunità a Los Angeles, nella Baia di San Francisco, a Detroit e a Louisville. Fu anche uno dei membri fondatori di Teamsters for a Democratic Union e scrisse sotto lo pseudonimo di Sue Daniels sia in The Red Tide che in Workers 'Power. Ha detto: Sono stata motivata, sempre, dal pungiglione dell'ingiustizia sociale. Il grido di "Non è giusto!" ottiene un comportamento più impulsivo da parte mia rispetto a "Voglio scendere!"
Bright è stata uno dei primi membri dello staff di Good Vibrations, un negozio di vibratori femminista all'avanguardia, lavorandoci dal 1981 al 1986. Si è formata con San Francisco Sex Information nel 1981. Ha scritto il primo catalogo per corrispondenza di Good Vibrations, il primo catalogo di sex toy scritto dal punto di vista delle donne per un pubblico femminile. Ha fondato la Good Vibrations Erotic Video Library, la prima curatela femminista di film erotici disponibile all'epoca.
Ha co-fondato e curato la prima rivista di sesso prodotta da donne, On Our Backs, "intrattenimento per lesbiche avventurose", dal 1984 al 1991. Qui ha avviato la sua rubrica di consigli sul sesso con lo pseudonimo di Susie Sexpert. Ha raccolto queste colonne e le ha ampliate per pubblicare il suo primo libro Susie Sexpert's Lesbian Sex World nel 1990. È apparsa nel film di Monika Treut Die Jungfrauenmaschine (alias Virgin Machine) nel 1988 come Susie Sexpert.
Ha pubblicato un portfolio di fotografie erotiche lesbiche intitolato Nothing but the Girl e co-editato con Jill Posener con 30 interviste e fotografie di fotografi di tutto il mondo. Ha vinto il Firecracker Award e il Lambda Literary Award nel 1997.
Ha dato vita alla prima serie di libri erotici femminili, Herotica, e ne ha curato i primi tre volumi. Ha inoltre avviato la serie The Best American Erotica nel 1993.
Dal 1992 al 1994 è stata editorialista per la San Francisco Review of Books.
Bright è stata la prima donna membro della X-Rated Critics Organization nel 1986 ed è stata votata nella XRCO Hall of Fame, 5th Estate, nel 2005.
Conosciuta come la Pauline Kael del porno, ha scritto recensioni femministe di film erotici per il Penthouse Forum dal 1986 al 1989. È stata la prima giornalista generalista a occuparsi del settore dell'industria per adulti e la prima studiosa a insegnare l'estetica e la politica delle immagini dei film erotici, a partire dal 1986 alla Cal Arts Valencia e poi all'inizio degli anni '90 all'Università della California. Le sue recensioni sui film tradizionali sono ampiamente pubblicate e i suoi commenti sulla storia del cinema gay sono presenti nel film documentario Lo schermo velato.
Ha prodotto, co-sceneggiato e interpretato in due spettacoli teatrali, Girls Gone Bad e Knife, Paper, Scissors. Ha lavorato come sceneggiatrice e consulente cinematografica in diversi film come Erotique, The Virgin Machine, Lo schermo velato e il film di Wachowski Bound (in cui ha avuto anche un'apparizione cameo). È anche apparsa come in un episodio della serie della HBO Six Feet Under.
Nel 2013 ha donato i suoi archivi alla Division of Rare and Manuscript Collections Library della Cornell University.
Nel 2014 è stata nominata per un Audie Award come produttrice esecutiva per The Invisible Heart e lo ha vinto per Carrie's Story di Mollie Weatherfield. Dal 2000 ha prodotto e condotto il programma settimanale In Bed with Susie Bright su audible.com, in cui discute di una varietà di argomenti sociali, di libertà di parola e di sesso. Interviste, recensioni di libri e film sono comuni, così come le lettere degli ascoltatori.

## Vita privata
È figlia del linguista William Bright e di Elizabeth Bright. La sua matrigna è Lise Menn e i suoi fratellastri sono Joseph Menn e Stephen Menn. Bright aveva già vissuto con il suo ex compagno Honey Lee Cottrell negli anni '80. Dal 1993 vive con il suo partner Jon Bailiff, con il quale ha una figlia di nome Aretha.
Ha scritto molto sulla sua sessualità e sulle relazioni familiari nelle sue memorie, nella saggistica creativa e nel suo blog, inclusi argomenti di bisessualità, poligamia, lesbismo, istruzione domiciliare e famiglie allargate e amanti. Si descrive come una "agnostica estatica".

## Opere

### Autrice
- Susie Sexpert's lesbian sex world, Pittsburgh, Pennsylvania, Cleis Press, 1990, ISBN 9780939416356.
- Susie Bright's sexual reality: a virtual sex world reader, Pittsburgh, Pennsylvania, Cleis Press, 1992, ISBN 9780939416592.
- Susie Bright's sexwise, Pittsburgh, Pennsylvania, Cleis Press, 1995, ISBN 9781573440035.
- Susie Bright's sexual state of the union, New York, New York, Simon & Schuster, 1997, ISBN 9780684800233.
- The sexual state of the union, tradeª ed., New York, Simon & Schuster, 1998, ISBN 9780684838502.
- Susie Bright's sexual reality: a virtual sex world reader, Pittsburgh, Pennsylvania, Cleis Press, 1992, ISBN 9780939416592.
- Susie sexpert's lesbian sex world, 2ndª ed., San Francisco, California Berkeley, California, Cleis Press Distributed by Publishers Group West, 1998, ISBN 9781573440776.
- Full exposure: opening up to sexual creativity and erotic expression, San Francisco, HarperSanFrancisco, 1999, ISBN 9780062515919.
- How to read/write a dirty story, Susie Bright, 2001, ISBN 9781931391306.
- Mommy's little girl: on sex, motherhood, porn, and cherry pie, New York, Thunder's Mouth Press, 2003, ISBN 9781560255512.
- Big sex, little death: a memoir, Berkeley, California, Seal Press, 2011, ISBN 9781580052641.

### Curatrice
- Totally herotica: a collection of women's erotic fiction, New York, Quality Paperback Book Club, 1995, OCLC 36621041.
- Herotica: a collection of women's erotic fiction, Burlingame, California, Down There Press, 1988, ISBN 9780940208117.
- Herotica 2: a collection of women's erotic fiction, New York, New York, Plume, 1991, ISBN 9780452267879.
- The best American erotica, 1993, 15thª ed., New York, New York, Collier Books, 1993, ISBN 9780020792628.
- The best of Best American erotica, 2008, 15thª ed., New York, Simon & Schuster, 2008, ISBN 9780743289634.
- Herotica 3: an anthology of women's erotic fiction, New York, Plume, 1994, ISBN 9780452271807.
- Nothing but the girl: the blatant lesbian image: a portfolio and exploration of lesbian erotic photography, New York, New York, Freedom Editions, 1996, ISBN 9781860470028.
- Herotica: a collection of women's erotic fiction, 10th anniversaryª ed., San Francisco, California, Down There Press, 1998, ISBN 9780940208247.
- Susie Bright presents three the hard way: erotic novellas, New York, Simon & Schuster, 2004, ISBN 9780743245494. Autori: William Harrison, Greg Boyd, e Tsaurah Litzky.
- Susie Bright presents three kinds of asking for it: erotic novellas, New York, Simon & Schuster, 2005, ISBN 9780743245500. Autori: Eric Albert, Greta Christinae Jill Soloway.
- X: the erotic treasury, San Francisco, Chronicle Books, 2008, ISBN 9780811864022.